# Josip Kopinič
Josip Kopinič (vzdevek Vazduh), admiral, španski borec, obveščevalec, gospodarstvenik, * 18. februar 1911, Radoviči, † 26. maj 1997, Ljubljana.

## Življenje
Leta 1931 je končal pomorsko strojno šolo v Kumborju (Črna Gora) in postal član KPS, mornar na podmornici in organizator KPJ v mornarici. Kmalu nato je bil poslan v Moskvo, kjer je obiskoval Komunistično univerzo narodnih manjšin zahoda (KUNMZ). 
Po vojni je bil 1947-48 jugoslovanski trgovinski ataše v Turčiji, 1950 pomočnik zveznega ministra za promet, bil je direktor ladjedelnice Uljanik v Pulju (1952 - 64) in nato do 1969 direktor Litostroja v Ljubljani.

## Vojaška kariera
Med letoma 1936 in 1939 je bil v mednarodnih brigadah španske državljanske vojne, nato pri Kominterni v Moskvi, od koder so ga med drugo svetovno vojno poslali v Zagreb, kjer je 1940-44 vzdrževal zvezo med Italijo in Moskvo oz. v povezavi s CK KPJ in Kominterno deloval kot center za zveze z drugimi evropskimi državami. Imel je radijsko postajo, ki je Nemci niso nikoli odkrili; v tem času so ga hrvaški komunisti večkrat hoteli ubiti. Od  junija do septembra 1942 je bil pri GŠ NOV in POS v Kočevskem rogu.
Kopinič je imel tri različne čine v treh oboroženih silah:
- viceadmiral sovjetske vojne mornarice,
- kapitan fregate španske republikanske armade in
- polkovnik JLA.

Bil je tudi agent NKVD.